# Maner (ort)
Maner är en ort i Indien.   Den ligger i distriktet Patna och delstaten Bihar, i den nordöstra delen av landet, 800 km öster om huvudstaden New Delhi. Maner ligger 67 meter över havet och antalet invånare är 27 901.
Terrängen runt Maner är mycket platt. Runt Maner är det tätbefolkat, med 762 invånare per kvadratkilometer. Närmaste större samhälle är Bihta, 9,7 km söder om Maner. Trakten runt Maner består till största delen av jordbruksmark.